# Lydina aenea
Lydina aenea là một loài ruồi trong họ Tachinidae.